# Primera División de voleibol 1968-69
La temporada 1968/1969 de la Liga Nacional de Voleibol fue la V edición de la competición. Tuvo como campeón al Club Atlético de Madrid. Fue la primera temporada a la que se le llamó como voleibol siendo anteriormente conocido como balonvolea.

## Clasificación
| Pos | Equipo                          | PJ | PG | PP | SF | SC | Pt. |
| --- | ------------------------------- | -- | -- | -- | -- | -- | --- |
| 1   | Club Atlético de Madrid         | 14 | 12 | 2  | 39 | 8  | 26  |
| 2   | C.D. Hispano Francés Barcelona  | 14 | 11 | 3  | 35 | 18 | 25  |
| 3   | Picadero J.C. Barcelona         | 14 | 8  | 6  | 28 | 26 | 22  |
| 4   | A.D. Esmena Gijón               | 14 | 7  | 7  | 29 | 24 | 21  |
| 5   | Real Madrid C.F.                | 14 | 7  | 7  | 26 | 27 | 21  |
| 6   | C.V.A.A. Llars Mundet Barcelona | 14 | 6  | 8  | 22 | 29 | 20  |
| 7   | Estudiantes Valladolid          | 14 | 3  | 11 | 14 | 36 | 17  |
| 8   | A.D. Antorcha Lérida            | 14 | 2  | 12 | 13 | 39 | 16  |

La promoción la disputaron Estudiantes de Valladolid y Club Natación Badalona